# Maria Felchlin
Maria Felchlin (Olten, 18 juni 1899 - aldaar, 12 november 1987) was een Zwitsers arts, feministe en redactrice. Ze was de eerste vrouwelijke arts in het kanton Solothurn.

## Biografie
Maria Felchlin liep school aan de kantonnale school van Aarau en studeerde nadien geneeskunde in Zürich en Kiel. Ze behaalde ook een doctoraat en werd de eerste vrouwelijke arts in het kanton Solothurn toen ze in 1929 in Olten aan de slag ging. Van 1939 tot 1945 was ze eerste luitenant geneeskunde bij de Zwitserse luchtafweer.
Ze was een vooraanstaand lid van talrijke kantonale en nationale organisaties die zich bezighouden met politiek, cultuur en volkstradities. Ze was tevens een voorvechtster van het vrouwenstemrecht in Zwitserland en voorzitster van de arbeidstersvereniging Frau und Demokratie. In 1964 richtte ze de Ida Somazzistichting op. Daarnaast was ze redactrice van Oltner Neujahrsblätter, waarin ze onder meer wetenschappelijke studies over het aardewerk van Matzendorf publiceerde.

## Onderscheidingen
- Ereburgerschap van Matzendorf.
- Eerste laureaat cultuurprijs kanton Solothurn (1972).

## Werken
- (de)  "Das Arkanum der Matzendorfer Keramiken" in JbSolG, 44, 1971, 5-55.